# Hrvoje Milić
Hrvoje Milić (Osijek, 10 mei 1989) is een Kroatisch voormalig voetballer die doorgaans speelde als linksback. Tussen 2008 en 2022 was hij actief voor Hajduk Split, Djurgårdens IF, NK Istra 1961, FK Rostov, opnieuw Hajduk Split, Fiorentina, Olympiakos, Napoli, Crotone, Esteghlal en Zrinski Jurjevac. Milić maakte in 2013 zijn debuut in het Kroatisch voetbalelftal en kwam uiteindelijk tot zes interlandoptredens.

## Clubcarrière
Milić speelde in de jeugdopleiding van Hajduk Split en speelde gedurende het seizoen 2008/09 drie wedstrijden in het eerste elftal van de club. In 2009 verkaste de verdediger naar het Zweedse Djurgårdens IF, waar hij uiteindelijk twee jaar actief zou zijn en eenenveertig wedstrijden zou spelen. Tussen 2011 en 2013 speelde de linksback weer in zijn vaderland Kroatië; nu stond hij onder contract bij NK Istra 1961.
In de zomer van 2013 besloot Milić de overstap te maken naar FK Rostov in Rusland. Rostov nam het in 2014 in de wedstrijd om de Russische supercup op tegen regerend landskampioen CSKA Moskou. Milić maakte een doelpunt, maar de supercup viel toch in handen van CSKA. In de zomer van 2015 keerde Milić terug naar Hajduk. Na een jaar en achtentwintig competitiewedstrijden verkaste de vleugelverdediger naar Fiorentina, waar hij een contract ondertekende voor de duur van twee seizoenen. Olympiakos werd zijn nieuwe club na een jaar. In een halfjaar tijd speelde de Kroaat slechts twee competitiewedstrijden en in de winterstop verliet hij de club.
Op 23 februari 2018 werd bekend dat hij het seizoen afmaakt bij Napoli. In het restant van het seizoen liet Napoli hem niet in actie komen en medio 2018 verliet hij de club. Na zijn vertrek uit Napels zat Milić een halfjaar zonder club, waarna Crotone hem aantrok. Later in 2019 vertrok hij alweer, toen hij tekende voor Esteghlal. Na twee seizoenen liet hij de Iraanse club achter zich. Ruim een jaar later vond hij in Zrinski Jurjevac een nieuwe club. In januari 2023 besloot Milić op drieëndertigjarige leeftijd een punt te zetten achter zijn actieve loopbaan.

## Interlandcarrière
Milić debuteerde in het Kroatisch voetbalelftal op 10 juni 2013. Op die dag werd een vriendschappelijke wedstrijd tegen Portugal met 0–1 verloren door een doelpunt van Cristiano Ronaldo. De verdediger mocht van bondscoach Igor Štimac in de basis en speelde het gehele duel mee. De andere debutanten dit duel waren Igor Bubnjić (Slaven Belupo) en Alen Halilović (Dinamo Zagreb). Milić behoorde tot de Kroatische voorselectie voor het wereldkampioenschap in 2014, maar viel later af. De nieuwe bondscoach Niko Kovač riep Milić op voor de eerste EK-kwalificatiewedstrijd tegen Malta op 9 september 2014, waarin hij de volle negentig minuten speelde.
| Interlands van Hrvoje Milić voor Kroatië | Interlands van Hrvoje Milić voor Kroatië | Interlands van Hrvoje Milić voor Kroatië | Interlands van Hrvoje Milić voor Kroatië | Interlands van Hrvoje Milić voor Kroatië | Interlands van Hrvoje Milić voor Kroatië | Interlands van Hrvoje Milić voor Kroatië |
| №                                        | Datum                                    | Wedstrijd                                | Uitslag                                  | Competitie                               | Goals                                    |                                          |
| Als speler bij NK Istra 1961             | Als speler bij NK Istra 1961             | Als speler bij NK Istra 1961             | Als speler bij NK Istra 1961             | Als speler bij NK Istra 1961             | Als speler bij NK Istra 1961             | Als speler bij NK Istra 1961             |
| ---------------------------------------- | ---------------------------------------- | ---------------------------------------- | ---------------------------------------- | ---------------------------------------- | ---------------------------------------- | ---------------------------------------- |
| 1                                        | 10 juni 2013                             | Kroatië – Portugal                       | 0 – 1                                    | Vriendschappelijk                        |                                          |                                          |
| Als speler bij FK Rostov                 |                                          |                                          |                                          |                                          |                                          |                                          |
| 2                                        | 14 augustus 2013                         | Liechtenstein – Kroatië                  | 2 – 3                                    | Vriendschappelijk                        |                                          |                                          |
| 3                                        | 10 september 2013                        | Zuid-Korea – Kroatië                     | 1 – 2                                    | Vriendschappelijk                        |                                          |                                          |
| 4                                        | 5 maart 2014                             | Zwitserland – Kroatië                    | 2 – 2                                    | Vriendschappelijk                        |                                          |                                          |
| 5                                        | 9 september 2014                         | Kroatië – Malta                          | 2 – 0                                    | EK 2016 kwalificatie                     |                                          |                                          |
| 6                                        | 12 november 2014                         | Argentinië – Kroatië                     | 2 – 1                                    | Vriendschappelijk                        |                                          |                                          |

Bijgewerkt op 26 december 2023.